# Dinotoxodon
Dinotoxodon es un género extinto de mamíferos notoungulados de la familia Toxodontidae  del orden, también extinto de ungulados sudamericanos Notoungulata perteneciente a los Meridiungulata, que vivieron en el Mioceno Medio, hace cerca de 15 millones de años, en el continente sudamericano. 

## Generalidades
El cuerpo era robusto y bajo, apoyado sobre patas cortas y robustas. Las patas plantígradas, con tres dedos ungulados, eran relativamente pequeñas, como en el resto de los Toxodonta. Como las traseras eran más largas que las delanteras, el cuerpo se inclinaba hacia adelante, a la altura de los hombros. Esto se compensaba en parte por el gran desarrollo de la cruz.
El cráneo es muy largo en relación con la altura, La parte anterior de la boca era ancha, sus labios eran con toda probabilidad prensiles y le servían para arrancar la hierba, como a los actuales rinocerontes negros. Justo por detrás del hocico, el cráneo se estrechaba, como en muchos otros herbívoros, y después se volvía a ensanchar. Estos rasgos se deben a convergencia evolutiva. Los arcos cigomáticos son de gran tamaño. Se alimentaban tanto de vegetación dura y correosa como de la propia de las praderas húmedas aluviales. Los dientes indican que Dinotoxodon era una mezcla de ramoneador y comedor de hierba, que cortaba y masticaba la dura hierba de la llanura, pero también se alimentaba de follaje. La vegetación de la cual se alimentaban era tan abrasiva que en los individuos viejos llegaba a desaparecer toda traza del esmalte de recubrimiento de los caninos.
Se conocen al menos dos especies, pero pudieran ser algunas más:
Pisanodon del cual se han hallado sobre todo cráneos y mandíbulas , tenía la cara larga y profunda.
Dinotoxodon paranensis, descubierto por Laubillard D'Orbignt, es la especie Toxodon paranensis, renombrada más tarde como Dinotoxodon paranensis sobre la base de las numerosas diferencias físicas. Fue descrita por Laurillard sobre un húmero encontrado por D'Orbigny en la formación Ituzaingó, no lejos del Paraná. 
A pesar de su nombre, que significa gran toxodón, los dientes anunciaban ya un animal algo más pequeño que los grandes toxodontes del terreno pampeano, lo que concuerda con el húmero del Dinotoxodon paranensis que también es más chico que el mismo hueso de Toxodon platensis y Toxodon burmeuteri.
Fue uno de los Toxodonta más avanzados evolutivamente según se desprende del estudio de sus restos. La anomalía que presentan las muelas de los dinotoxodontes de no tener el esmalte continuado sino dispuesto en cintas, no es un distintivo primitivo e inicial sino un carácter adquirido en épocas relativamente modernas, como lo prueban los mismos dientes de los animales muy jóvenes que muestran el esmalte continuado sin interrupción en toda la superficie del diente.
- Datos: Q5807483